# Mamadou Kaly Bah
Pour les articles homonymes, voir BAH.
Mamadou Kaly Bah est un député et homme politique guinéen.
Député à l'Assemblée nationale, élu le 22 avril 2020 jusqu'au 5 septembre 2021.

## Biographie

### Enfance, éducation et débuts
Ingénieur halieutique, ancien directeur du centre halieutique de Boussoura,

## Parcours politique
Il est le vice-président du parti de l'union des forces du changement (Guinée) (UFC), de Aboubacar Sylla président du parti et ministre de transport.
Député pour le compte du parti UFC aux élections législatives du 22 mars 2020, il est 1er vice-président de la commission communication, des nouvelles technologies de l’information (NTI) le 22 avril 2020 jusqu'au 5 septembre 2021.